# جبیند
جبیند یکی از روستاهای استان آذربایجان شرقی است که در دهستان آتش‌بیگ قرانقو بخش نظرکهریزی شهرستان هشترود واقع شده‌است.این روستا ۲۰۰نفر جمعیت وحدود ۵۵خانوار است.جبیند یکی از زیباترین روستاهای سهندآباد است.